# Louis Dumontier
Pour les articles homonymes, voir Dumontier.
 (juillet 2023).
Si vous disposez d'ouvrages ou d'articles de référence ou si vous connaissez des sites web de qualité traitant du thème abordé ici, merci de compléter l'article en donnant les références utiles à sa vérifiabilité et en les liant à la section « Notes et références ».
Louis Dumontier est un compositeur français, né le 21 mai 1937 à Rennes et mort le 30 juillet 2006 dans la même ville, à l'âge de 69 ans. 

## Biographie
Auteur d'une cinquantaine d'œuvres, composées parallèlement à ses postes de professeur de musique dans des collèges et lycées de Rennes à partir de 1961, le collège Immaculée-Conception ainsi que les lycées Saint-Martin et l'Assomption. Ses qualités de pédagogue passionné et exigeant se sont exprimées également dans ses cours d'écriture musicale à l'Université Rennes-II. 
Pendant des décennies, il dirige un orchestre de chambre amateur, Ars Juvenis, formation rennaise qui joue beaucoup avec l'orchestre de chambre d'Erlangen, ville allemande jumelée avec la capitale bretonne. « Il fait le choix d'écrire une musique accessible principalement pour les musiciens amateurs. »
Parfois musique sacrée, l'œuvre musicale de Louis Dumontier s'inspire tout autant de l'esprit d'Arthur Honegger[réf. nécessaire] que de celui de la Bretagne.
On peut citer de lui :
- Chorale pour une fin de siècle
- Prélude symphonique, décembre 2003, avec l'Orchestre de Bretagne (Rennes)
- Épisode pour orchestre à cordes, timbales et violon solo, créé le 23 février 2007 à Erlangen

Par ailleurs, membre de l'Institut culturel de Bretagne, il codirige un colloque intitulé « Bretagne est musique » en 2004 à Châteaubriant.
Il est à l'origine de deux disques 45 tours enregistrés avec la chorale de l'Institution Saint-Martin à Rennes en 1964 et 1965 (chez DMF Label).